# Campo Maior, Brasilien
Campo Maior är en ort i Brasilien.   Den ligger i kommunen Campo Maior och delstaten Piauí, i den östra delen av landet, 1 400 km nordost om huvudstaden Brasília. Campo Maior ligger 128 meter över havet och antalet invånare är 31 739.
Terrängen runt Campo Maior är platt, och sluttar norrut.
Omgivningarna runt Campo Maior är huvudsakligen savann. Runt Campo Maior är det ganska glesbefolkat, med 24 invånare per kvadratkilometer.